# Boris Arapov
Boris Aleksandrovitsj Arapov (Russisch: Борис Александрович Арапов) (Sint-Petersburg, 12 september 1905 – aldaar, 27 januari 1992) was een Russisch componist.
Arapov studeerde vanaf zijn 18e jaar aan het Conservatorium in Leningrad en kreeg daarbij les van M.M. Tsjernov en Vladimir Sjtsjerbatsjov. In 1930 studeerde hij af. Al tijdens zijn eigen studie gaf Arapov zelf lessen aan instituten in Leningrad. Na het afronden van studie gaf hij direct les aan het conservatorium waar hij zelf gestudeerd had. Eerst compositie van 1944 tot 1948 en in 1952, maar later orkestratie vanaf 1951. Sinds 1976 was hij het hoofd van de faculteit compositie aldaar.
Zijn kwaliteiten als opleider stonden buiten kijf. Sergej Slominski memoreerde dat hij zijn les vol vuur gaf en zich interesseerde voor nieuwe compositietechnieken en nieuwe muziek. Naast die opleiding componeerde hij een aantal werken waarvan de belangrijkste zijn:
- 1930: Vioolsonate (soloviool)
- 1938: Trio voor klarinet, viool en piano op Mongools thema;
- 1938: The Tasjik suite; (orkestsuite)
- 1940: Negro songs of the protest for voice and band
- 1943: Hojha Masr-ed-Din (opera)
- 1947: Symfonie nr. 1
- 1957: Fregat the Victory (naar een verhaal van Poesjkin) (opera)
- 1959: Symfonie nr. 2
- 1963: Symfonie nr. 3
- 1964: Vioolconcert
- 1967: Rain (opera)
- 1970: Pianosonate nr. 1
- 1973: Portrait of Dorian Grey, een ballet
- 1973: Concert voor viool, piano, percussie en orkest
- 1976: Pianosonate nr. 2
- 1977: Symfonie nr. 4 (andere bronnen melden 1971 of 1975)
- 1978: Vier Jaargetijden; voor sopraan, tenor en nonet
- 1978: Vioolsonate
- 1979: Kwintet voor hobo, hoorn, harp, altviool en cello
- 1981: Symfonie nr. 5
- 1981: Hoornsonate
- 1983: Symfonie nr. 6
- 1985: Cellosonate
- 1986: Decimino : voor houtblazers, koperblazers, percussie, celesta en piano
- 1987: Pianosonate nr. 3
- 1989: The revelation of the Jews
- 1990: Pianosoante nr. 4
- 1991: Symfonie nr. 7
- 1992: Pianosonate nr. 5

Arapov ontkwam niet aan (waarschijnlijk verplichte) muziekstudies in de verre uithoeken van de Sovjet-Unie, hetgeen sporen achterliet in zijn muziek. 
- Bibliothèque nationale de France: cb139340957 (data)
- Gemeinsame Normdatei: 102850771
- International Standard Name Identifier: 0000 0001 0877 0112
- Library of Congress Control Number: n81150109
- Nationale Bibliotheek van Letland: 000259950
- MusicBrainz: a4c70a88-4548-42f7-ba8a-c7f6043e546b
- Nationale Bibliotheek van Tsjechië: mzk2013757725
- Nationale Bibliotheek van Israël: 987007273175205171
- Nederlandse Thesaurus van Auteursnamen: 304295248
- Virtual International Authority File: 19869604
- WorldCat: E39PBJgd97bX3pkWQGJ6TB3PcP